# John Ranch
John Raymond "JR" Ranch (ur. 16 listopada 1940 w Bondi, zm. w 2022) – australijski wioślarz, srebrny medalista olimpijski.

## Kariera
Wystąpił na  igrzyskach olimpijskich w Meksyku, gdzie Australijczycy w składzie: Alf Duval, Michael Morgan, Joe Fazio, Peter Dickson, David Douglas, John Ranch, Gary Pearce, Bob Shirlaw i Alan Grover (sternik) zdobyli srebrny medal w ósemkach. W finale o 0,98 sekundy przegrali z osadą RFN, a o 1,13 sekundy wyprzedzili osadę ZSRR. Był to jego jedyny start olimpijski.
Zajął także ósme miejsce w czwórkach ze sternikiem na mistrzostwach świata w Bledzie w 1966. 
Po zakończeniu kariery był trenerem na Uniwersytecie w Sydney i w Sydney Rowing Club.